# Delta Force (jeu vidéo, 1998)
Pour les articles homonymes, voir Delta Force (homonymie).
Delta Force est un jeu de tir à la première personne développé par NovaLogic, créateurs de Joint Operations: Typhoon Rising, et sorti en 1998. Le jeu compte plusieurs missions et se déroule dans plusieurs pays tels que le Pérou, le Tchad, l'Indonésie, l'Ouzbékistan et la Nouvelle-Zemble. Delta Force est notamment disponible sur Steam.

## Système de jeu
La plupart des missions consistent à détruire les ennemis, puis à se faire évacuer en hélicoptère.
Le joueur est souvent accompagné de quatre autres membres de la  Delta Force portant les noms de code Alpha 1, Alpha 2, Charlie 1 et Charlie 2.